# КК Црвена звезда
КК Црвена звезда (или, из спонзорских разлога, Црвена звезда Меридианбет) српски је професионални кошаркашки клуб из Београдa. Део је спортског друштва Црвена звезда. Црвена звезда се такмичи у Кошаркашкој лиги Србије и домаћем Купу Радивоја Кораћа, и једини је српски кошаркашки клуб који није испадао из прве националне лиге. Црвена звезда је такође једини клуб на свету у којем су поникла четворица чланова ФИБА куће славних (Поповић, Станковић, Шапер и Николић), од којих су двојица изабрана у кућу славних у Спрингфилду (Станковић и Николић). Црвена звезда чини Јадранску кошаркашку асоцијацију и такмичи се у АБА лиги, која одређује који ће се тимови такмичити у Евролиги а који у Еврокупу. Према УЛЕБ-овој листи Звезда је најбоље рангиран клуб од свих српских клубова, као и свих клубова из Јадранске лиге.
Црвена звезда као домаћин утакмице игра у Београдској арени са предвиђеним капацитетом од 18.386 седећих места. Навијачи Црвене звезде се називају Делије.

## Историја

### 1950-е
Кошаркашки клуб Црвена звезда као посебна секција основан је истог дана када и Спортско друштво, 4. марта 1945. године. Први руководилац кошаркашке секције била је Мира Петровић. Међутим, веома брзо је бригу о Звездиним кошаркашима преузео Мирко Аксентијевић-Бата. Због последица рањавања током Другог светског рата, он није могао да игра, али зато је све своје време посветио организацији рада кошаркашке секције. Убрзо му се прикључио и Небојша Поповић, па су њих двојица заједно радили на унапређењу кошаркашке екипе Црвене звезде. Небојша је заједно са Бором Станковићем, браћом Шапер и Ацом Николићем започео пионирски подухват под зидинама Малог Калемегдана, формирање кошаркашке секције и стварање терена. Њих четворица ће у декадама које следе дати немерљив допринос не само Кошаркашком клубу Црвена звезда, већ и осталим клубовима, репрезентацији и светској кошарци уопште. Сва четворица ће бити уврштени у ФИБА кућу славних а двојица и у Нејсмитову кућу славних у Спрингфилду, по чему је Црвена звезда јединствени клуб у свету. Управо тај терен, где се налазио предратни тениски клуб Боб, је постао колевка кошарке на овим просторима.
У првим месецима постојања Црвене звезде највише се радило на логистици: поправљао терен, набављали кошеви, шили дресови и остало. Прву лопту добили су од фудбалске секције, а стадион на Малом Калемегдану градили су голим рукама, циглу по циглу. Када је све ово учињено, започета је селекција играча који ће освојити велики број одличја. Током 1945. кошаркашка секција Црвене звезде је била најмногобројнија, и десетак Звездиних тимова је учествовало на Првенству Београда организованом на Малом Калемегдану. Током првих шест месеци постојања клуба највећи број наступа је имао Радомир Шапер (17 пута), док је најбољи стрелац био Александар Николић са 253 поена. На првенству Југославије у Суботици су се такмичиле селекције република и Југословенске армије, па се очекивало да цео тим Црвене звезде наступа за селекцију Србије. Међутим због наредбе тадашње власти императив је био победа селекције Југословенске армије, па је дан пре почетка турнира поред Ратка Влаховића, који је и читао наредбу, и Аца Николић морао у ЈА. Тако су се дојучерашњи саиграчи нашли и у финалу тог првенства на којем ће победити селекција армије управо кошевима Аце Николића. Након тога се формира Партизан па је Звезда и трајно остала без играча који су били војни обвезници. Тако су Ратко Влаховић и Божа Гркинић лобирали, а у то време то је значила наредба да у суседни клуб морају да пређу Светомир и Радомир Шапер, Аца Николић и Страхиња Алагић.
Наредне године, Звезда је иако силно ослабљена успела да освоји прву титулу и поред пораза од највећег конкурента Партизана и доскорашњих саиграча. Пут до титуле првака водио је кроз првенство Београда где је Звезда забележила 5 победа уз рекордну победу против Космаја 118:4. Након тога су на првенству Србије забележене три победе, чиме је Звезда нашла место на завршном турниру који се одржавао на Малом Калемегдану од 3. до 8. септембра 1946. Код мушких екипа борба за прво место водила се између Црвене звезде, Задра и Партизана. Звезда је декласирала тим из Задра, након чега су кошаркаши завршили на рукама навијача.
Следеће године у Црвену звезду су се из Партизана вратили Аца Николић и Страхиња Алагић, а тим су додатно појачали из омладинског погона Милан Бјегојевић и Драган Гоџић, док из Металца долази високи Милорад Соколовић који је био изврсни дефанзивни играч. Звездин тим је био веома јак што ће демонстрирати и на утакмицама. На квалификационом првенству Србије те године, Црвена звезда је остварила једну од најубедљивијих победа у првенствима — и то над Пролетером из Приштине од 110 : 15. Звезда је неприкосновено освојила другу титулу 1947. на финалном турниру одржаном у Загребу.
1948. године Црвена звезда се по први пут појачава кошаркашем са стране и то из Новог Сада, Ладиславом Демшаром. То је био први степеник, а наредне године из Задра долази Тулио Роклицер и тако се формира петорка снова која ће доминирати у првој декади југословенске кошарке: Небојша Поповић, Тулио Роклицер, Александар Гец, Ладислав Демшар и Срђан Калембер.
Првих десет година постојања, представља златно доба КК Црвена звезда. Освојено је десет узастопних титула државног првака. Синоним за кошарку био је Мали Калемегдан, где је Звезда играла своје утакмице и одржавала тренинге. Поред кошаркашких збивања увече су се организовале игранке, Звездане ноћи, када се омладина Београда скупљала а то је био и један од извора прихода за Црвену звезду. На тим Звезданим ноћима свирао је џез оркестар Војислава Бубише Симића. Један од најчешћих гледаоца на трибинама био је и једини српски нобеловац Иво Андрић, коме је нуђено да буде председник клуба, али пошто није прихватио изабран је за почасног председника. Поред врхунских резултата, Београђани ће памтити тадашњу екипу и по духовитим потезима којима су одушевљавали гледаоце. То су Звездини кошаркаши успевали да науче на бројним међународним турнирима на којима су учествовали. Обзиром да тада нису постојала европска кошаркашка такмичења, то су биле идеалне прилике да кошаркаши науче нешто ново и да одмере снагу са врхунским европским тимовима. Обзиром да је Звезда успевала да победи чак и првака француске Асвел, италијански Милано па и израелски Хапоел, многи су сматрали да је Црвена звезда била у врху европске кошарке. Срђан Калембер ће заједно са саиграчем Миланом Бјегојевићем остати упамћен као играч са највише националних титула освојених са Црвеном звездом — и то укупно 9 у периоду од 1946. па до 1954. године. Црвена звезда је током тих првих 10 година поред 10 освојених титула у 149 утакмица остварила 125 победа, имала 4 нерешене утакмице и претрпела 20 пораза.

### 1960-е
Десетогодишњи низ освајања домаћих првенстава Звездиних кошаркаша окончан је 1956. године. Многи тимови су покушавали да прекину овај низ, али је то коначно пошло за руком екипи зрењанинског Пролетера. Наредних осам сезона од 1957. до 1964, првенством су доминирале екипе ОКК Београда и љубљанске Олимпије које су се тих година смењивале на трону. У том периоду Црвена звезда је у потпуности изменила састав. Поред играчког кадра, тренера Небојшу Поповића заменио је Александар Гец, а затим и Милан Бјегојевић. Резултати су били променљиви; од 3. места 1957. и 1958, па до 8. места 1962. и 1963, да би опет били трећи 1964. Дакле, Звездини кошаркаши су за само пар година стигли од вишегодишњег шампиона до позиције да се у сезонама 1962. и 1963. боре за опстанак. Ни наредне четири сезоне од 1965. до 1968. нису донеле велики резултатски успех, већ су те године обележили кошаркаши Задра са три титуле, док је једном шампион била Олимпија. Ту декаду обележиће Владимир Цветковић као водећи стрелац чак у 9 сезона и најбољи кошаркаш Црвене звезде, за коју је наступао током читаве кошаркашке каријере. У првенствима је водио трку са Радивојем Кораћем око наслова најбољег стрелца, а 1966. године је имао просек нестварних 34,3 поена по мечу. То је апсолутни рекорд клуба у једној сезони. Тада је по први пут био најбољи стрелац лиге.
Године 1965. Кошаркашки савез Југославије је донео одлуку да се првенства играју у затвореним халама и то почевши од сезоне 1967/68. Тако је 1967. године у новембру на Малом Калемегдану одиграна последња званична утакмица — и то против Работничког из Скопља. Након тога, Звезда је своје утакмице играла на Сајмишту док се није изградила Хала спортова на Новом Београду.
Тих сезона био је евидентан напредак Звездиних кошаркаша, а полако је стасавала и једна нова генерација, коју су предводили Владимир Цветковић, Зоран Славнић, Љубодраг Симоновић, Драган Капичић, Срђан Шкулић. Коначно је у сезони 1968/69. освојена 11. титула Југословенског првенства. Те године су по два пута савладани тадашњи шампион Задар и Партизан. Титулу је након 14. година Звезди донела већ поменута генерација, у којој су били и Драгиша Вучинић и Иван Сарјановић, а са клупе их је предводио Милан Бјегојевић. Наредна сезона 1969/70. није донела одбрану шампионског трона; титула је у драматичној трци са Олимпијом и Југопластиком била изгубљена. Ипак, сезона је била значајна јер је екипа по први пут наступила у Купу европских шампиона. У 1. колу елитног такмичења елиминисана је екипа Спарте из Луксембурга (112 : 92 и 128 : 84), а у осмини финала избачен је и грчки Панатинаикос (91 : 66 и 75 : 83) и тиме обезбеђен пласман у четвртфиналну групу. Међутим, у конкуренцији ЦСКА из Москве, италијанског Игниса и француског Асвела, није се могло више од последње четврте позиције.

### 1970-е
Сезона 1970/71, када је Југословенски шампионат у питању, завршена је на трећој позицији иза Југопластике и Локомотиве, али је зато освојен први трофеј у националном купу. У осмини финала великом разликом је побеђен Партизан (103 : 71), у четвртфиналу тесна победа над Југопластиком (78 : 76), док је у борби за финале елиминисан КК Задар (89 : 72). Финале је одиграно у Љубљани, а Звезда је савладала домаћу Олимпију резултатом 82 : 70.
Наредна сезона 1971/72. била је најуспешнија у дотадашњој историји. У драматичној завршници Југословенске лиге, Црвено-бели су дошли до 12. шампионског трофеја. Црвена звезда и Југопластика су у регуларном делу шампионата остварили идентичан скор од 17 победа и 5 пораза, тако да је о прваку одлучивала мајсторица. У одлучујућем мечу Црвено-бели кошаркаши славили су са 75 : 70 и дошли до нове титуле. Поред овог успеха, пулени Братислава Ђорђевића остварили су и велики успех на међународној сцени. У оквиру Купа победника купова, Црвено-бели су дошли до првог европског финала. У финалу противник је била италијанска екипа Симентала која је у неизвесној завршници ипак била успешнија и резултатом 74 : 70 дошла до победе.
Сезона 1972/73. није донела одбрану националне титуле; КК Раднички Београд је био за корак бољи, али је освојен други трофеј у националном купу. Редом су побеђивани чачански Борац (89 : 86), београдски Раднички (90 : 79) и сплитска Југопластика (84 : 75). Велико финале одржано је у Загребу; резултатом 71 : 65, кошаркаши Црвене звезде савладали су Партизан. Такође, те сезоне забележен је и други наступ у Купу европских шампиона. У 1. колу холандски Левис фламингос је савладан резултатима 107 : 74 и 72 : 88, да би у борби за пласман у четвртфиналну групу Црвена звезда савладала албанску екипу Партизана резултатима 99 : 74 и 94 : 83. У групној фази, Црвено-бели су у конкуренцији Макабија (103 : 88, 102 : 113), Реал Мадрида (80 : 70, 77 : 74) и Симентала (74 : 80, 85 : 108) заузели другу позицију и пласирали се у полуфинале елитног такмичења. У утакмици за финале московски ЦСКА је био бољи. Армејци су славили оба пута 90 : 98 и 83 : 100, и заслужено се пласирали у борбу за титулу европског првака.
Наредна сезона 1973/74, остаје златним словима уписана не само у аналима КК Црвена звезда већ и тадашње југословенске кошарке, јер је КК Црвена звезда остварио до тада највећи успех — освојивши Куп победника купова. На клупу Црвене звезде те године је сео Аца Николић који је и поникао у Црвеној звезди. Све је почело са две победе против албанског представника 17. Нандори, резултатима 114 : 70 у првој и 99 : 83 у другој утакмици. У другом колу, француски Бањоле је побеђен резултатима 102 : 86 и 92 : 94. Црвена звезда се пласирала у четвртфиналну групу у којој је за противнике имала ЦСКА из Софије (80 : 72 и 81 : 88) и италијанску Саклу (93 : 86 и 88 : 87). У полуфиналу Звезда је за ривала имала шпански Естудијантес. Мадридски Студенти сматрани су за фаворита, али су се са обе победе резултатима 104 : 85 и 79 : 74 Звездини кошаркаши пласирали у финале где их је чекала чехословачка Збројовка. Звезда је победила у финалу резултатом 86 : 75, и први европски клупски трофеј је стигао у Београд. Велики међународни успех, Црвено-белима су донели Ракочевић, Лазаревић, Сарјановић, Жугић, Капичић, Симоновић, Вучинић, Јовашевић, Славнић, Живковић и Пешић. Те сезоне првенство је завршено на 3. месту иза Задра и Југопластике, а у купу је пораз доживљен у финалу управо од домаћина Југопластике.
Као освајачи првог европског трофеја, кошаркаши Црвене звезде су у следећу сезону ушли са жељом да и домаће трофеје врате на Мали Калемегдан. Првенство је ипак било недостижно, пошто је Задар још убедљивије дошао до нове титуле, али је зато остварен успех у купу Југославије. Црвена звезда се у нишком финалу реванширала Југопластици за претходни пораз и победом од 81 : 79 стигла до трећег куп трофеја. На путу до успеха побеђивани су Јасеница из Смедеревске Паланке (91 : 85), Раднички из Свилајнца (118 : 86), Партизан (102 : 100), новосадска Војводина (106 : 90) и до тада непобедиви Задар (89 : 87). На међународној сцени, Црвено-бели су бранили титулу у Купу победника купова. Као носилац трофеја Звезда је имала повлашћени статус и директно је жребана за четвртфиналну групну фазу. У конкуренцији белгијског Расинга (116 : 89, 94 : 98), ЦСКА из Софије (102 : 91, 75 : 72) и шпанског Хувентуда (97 : 79, 63 : 78), освојена је прва позиција и обезбеђен полуфинални двобој — и то са Југопластиком. У два меча (81 : 63, 76 : 88) Звезда је била успешнија и пласирала се у ново финале. Екипа Спартака из Лењинграда је за нијансу у финалу била успешнија и резултатом 63 : 62 преузела трофеј.
Након тих успеха, КК Црвена звезда је у наредним сезонама бележила просечне резултате. У сезони 1975/1976. Звезда је наступала без двојице битних играча Капичића и Славнића који су били на служењу војног рока, те је освојена 5. позиција у првенству, а у купу је забележен пораз у 3. колу од ОКК Београда. Водећи стрелац и играч био је Симоновић који је те сезоне поставио и рекорд у поостигнутим поенима у дерби сусретима са екипом Партизана. Иако је постигао 59 поена, Партизан је победио и том победом дошао до прве титуле у својој историји.
У периоду од сезоне 1976/77. до сезоне 1979/80, клуб је бележио прилично лоше резултате. У првенству се налазио од 5. до 8. места, а у купу је испадао у 2. и 3. колу, док се у сезони 1977/1978. пласирао у полуфинале.

### 1980-е
Коначно је сезона 1980/81. у којој је први тренер био Ранко Жеравица, донела нешто запаженији резултат. На домаћој сцени поново је остварен просечан резултат (5. место у лиги и четвртфинале купа), али је успех остварен у Купу Радивоја Кораћа. У осмини финала савладан је грчки Спортинг (85 : 63, 72 : 69) и тиме обезбеђен пласман у четвртфиналну групу. У конкуренцији белгијског Андерлехта (90 : 91, 86 : 79), италијанске Ферареле (93 : 80, 92 : 88) и израелског Хапоела (128 : 102, 92 : 96) освојена је прва позиција. У полуфиналу са Хувентудом из Бадалоне, Звезда је изгубила оба меча (73 : 82, 85 : 109). Те сезоне за Црвену звезду је дебитовао млади Слободан Јанковић који ће обележити наредну декаду што се тиче Црвене звезде.
И наредна сезона 1981/82, резултатски је била идентична. У првенству је освојена трећа позиција и доигравање је окончан у полуфиналу против Цибоне. У Купу Југославије је претрпљен пораз у осмини финала, али је у Купу Радивоја Кораћа Звезда поново стигла до полуфинала. У конкуренцији турског Ефес пилсена (103 : 82, 91 : 80), француског Аспа (106 : 93, 98 : 106) и италијанског Лато солеа (91 : 79, 82 : 84) Звезда је освојила прву позицију у четвртфиналној групи и обезбедила полуфинални двомеч. Противник је била екипа Шибенке из Шибеника, која је у два меча (115 : 99, 83 : 101) била успешнија и пласирала се у финале.
Сезона 1982/83. није била резултатски много успешна: четврта позиција у првенству и испадање од Шибенке у полуфиналу доигравања, полуфинале националног купа и испадање у четвртфиналној групи Купа Радивоја Кораћа. Звезда је ипак стварала састав који су чинили Богосављев, Милићевић, Јанковић, Авдија, Жижић, Николић, Радовић, a од којег се очекивало да поново донесе трофеје на Мали Калемегдан; овај састав је уз мање корекције у домаћем првенству водио велике битке са загребачком Цибоном и сплитском Југопластиком, током даљих ’80-их. Исте године је Црвена звезда учествовала и на турниру у Солуну где је играла против Северне Каролине за коју је тада наступао Мајкл Џордан. Његовим поенима (32 укупно) Звезда је поражена минималним резултатом од 104 : 105.
Резултатски успеси започели су у сезони 1983/84. У регуларном делу првенства освојена је друга позиција иза тада доминантне Цибоне. У доигравању Звездини кошаркаши нису имали већих проблема са Партизаном (2 : 0 у серији) и Задром (2 : 1) и у финалу их је чекала Цибона. Након победе Цибоне у Загребу (78 : 76) и победе Звезде у Београду (87 : 79), уследила је узбудљива мајсторица у Загребу. Цибона је минималном победом 72 : 71 освојила шампионски пехар. Ипак, остаје забележено да је судија Радић, касније председник Кошаркашког савеза Хрватске, досудио непостојећи аут у корист Цибоне након чега Накић поентира за победу. У Купу Радивоја Кораћа Звезда је преко екипе из Белгије Вервије (89 : 73, 95 : 89) у осмини финала, обезбедила такмичење у групи. У конкуренцији француског Модерна (93 : 84, 82 : 79), италијанског Индесита (99 : 89, 83 : 97) и турског Езачибашија (104 : 94, 92 : 84), Црвена звезда је освојила прво место и пласирала се у полуфинале. У полуфиналу Звезда је била успешнија од шпанске Сарагосе (130 : 100, 87 : 108), али је у финалу француски Елан Берне Ортез победио резултатом 97 : 73.
Наредна сезона 1984/85. је била веома слична. Поново је заузета друга позиција у првенству, а у доигравању су након Будућности (2 : 1) и Задра (2 : 0) поново у финалу укрстили копља Звезда и Цибона. И поново је након два меча било 1 : 1 у серији и мајсторица је играна у Загребу. Цибона је славила резултатом 119 : 106 и освојила трофеј. У националном купу Звезда је заустављена од Работничког из Скопља у осмини финала, али је поново остварен запажен резултат у Купу Радивоја Кораћа. У четвртфиналној групи Звезда је стигла до првог места преко шпанског Ликора (100 : 84, 104 : 102), италијанског Џоли комбанија (100 : 82, 89 : 102) и израелског Хапоела (112 : 75, 88 : 80). Ипак, на путу за ново европско финале Звезда је заустављена на последњем степенику од италијанског Симака (99 : 100, 86 : 109).
Сезона 1985/86. је била нешто слабија. Заузета је тек осма позиција у првенству. У доигравању, Црвено-бели су опет елиминисани од Цибоне, овога пута у четвртфиналу. У националном купу Партизан је био бољи у 3. колу, а у европском Купу Кораћа у четвртфиналној групи заузета је друга позиција иза италијанског Диварезеа.
Коначан успех против Цибоне у доигравању КК Црвена звезда је забележио у сезони 1986/87. У полуфиналу су савладани Загрепчани са 2 : 1 у серији, али је у великом финалу бољи био Партизан са две победе (73 : 78, 88 : 89).
Сезона 1987/88. остаје упамћена по новом европском успеху. Црвена звезда је у оквиру Купа Радивоја Кораћа поново заустављена у полуфиналу. У првој рунди елиминисан је Бешикташ (104 : 80, 114 : 75). У групној фази, и поред изузетно јаких противника (Асвел, Естудијантес, ПАОК) обезбеђена је прва позиција и полуфинални двобој са великим Реалом из Мадрида. Реал је у оба меча био бољи (82 : 89, 72 : 81) и заслужено отишао у финале.
После још једне лоше сезоне (1988/89), уследила је сезона 1989/90. у којој је Звезда поново дошла у борбу за трофеје. Међутим, те године је домаћом и европском кошарком владала екипа сплитске Југопластике. У оба домаћа такмичења, Звезда и Југопластика су играли у самој завршници. У доигравању Сплићани су са 3 : 1 у серији дошли до трофеја (70 : 98, 69 : 67, 63 : 93, 91 : 113), док је у финалу националног купа које је одржано у Дубровнику — резултатом 79 : 77, Југопластика стигла до другог трофеја те године. Ипак, финале купа је донело Црвено-белима учешће у Купу победника купова.
Сезона 1990/91. била је последња сезона велике Југославије. Та сезона је донела и велики резултатски неуспех, јер су Звездини кошаркаши кроз плеј-аут морали да обезбеђују опстанак. У конкуренцији Слободе из Тузле, београдског Радничког и титоградске Будућности, са скором 5–1 клуб се ипак спасао првог испадања из прволигашког такмичења. Ни такмичење у Купу победника купова није донело запаженији резултат. У првој рунди елиминисан је турски Пашабанче (86 : 76, 85 : 94), да би у групној фази у конкуренцији Сарагосе, ПАОК-а и Хапоела са скором 2–4 заузета последња позиција.

### 1990-е
Распад некадашње државе довео је и до великих поремећаја у самој кошарци. Сезона 1991/92. била је више него хаотична. Држава се распадала, али су ипак клубови из Србије, Босне и Херцеговине и Македоније учествовали у такмичењу. Те сезоне Звездине кошаркаше је са клупе предводио Душко Вујошевић. Звезда је у финалу доигравања поражена од највећег ривала Партизана са 3 : 0 у серији, док је у домаћем купу, екипа Босне била боља у полуфиналу резултатом 106 : 101.
Напокон дуго очекивана титула се поново вратила на Мали Калемегдан 1993. године, и то после 21 године поста. Екипа је заузела прву позицију на табели у регуларном делу шампионата. У доигравању преко шабачке Иве обезбеђено је велико финале са Црно-белима. Та генерација предвођена Небојшом Илићем, Сашом Обрадовићем као и младим Дејаном Томашевићем, и са клупе Владиславом Лучићем, успела је у финалу да победи Партизан у утакмицама за памћење (3 : 2 у серији) и освоји 13. шампионску титулу у историји клуба. Поред водећих играча памтиће се игре Александра Трифуновића и Љубе Видачића. Због санкција Звезда наредне сезоне није учествовала у Купу европских шампиона.
И сезона 1993/94. је за КК Црвена звезда била шампионска. Предвођени тренером Лучићем, Звездини кошаркаши су у доигравању преко Морнара из Бара, шабачке Иве и Партизана стигли до новог трофеја. Током сезоне је Звезда играла променљиво; забележено је 9 пораза у лигашком делу, али непосредно пре доигравања у тим се враћа Саша Обрадовић. Игра се нагло окренула, а Саша постао њен главни носилац. Лучић у финалу вади свог џокера Радета Милутиновића који је имао великог удела у игри Звезде, иако није био водећи стрелац. У финалној серији Црвено-бели су савладали Партизан са 4 : 1 (77 : 64, 99 : 85, 103 : 88, 69 : 78, 80 : 79). Црвена звезда је имала велику прилику да по први пут у историји дође до другог домаћег трофеја у једној сезони. У националном купу након Ужица (96 : 90, 106 : 80), никшићке Сутјеске (89 : 78), београдског Радничког (93 : 91) и Спартака из Суботице (70 : 62), уследило је поновно финале са Партизаном. Партизанови кошаркаши су победом 104 : 102 дошли до пехара. Црвена звезда je 30. децембра 1993, победом над OKK Београдом освојила Суперкуп Југославије резултатом 83:78.
Половином ’90-их година 20. века уследила је и прва општа криза у клубу. С друге стране, на домаћој кошаркашкој мапи појављују се мањи клубови са великим буџетима али се због тога брзо и гасе. Тако је Црвена звезда у сезони 1994/95. у полуфиналу доигравања елиминисана од Боровице из Руме а наредне сезоне у четвртфиналу домаћег шампионата боља је била екипа БФЦ Беочин. Сезона 1995/96. остаје упамћена и по томе што се Звезда након санкција поново нашла на међународној сцени. Поново је то био Куп Радивоја Кораћа, али се овога пута морало кренути од самих квалификација. Екипа предвођена тренером Славнићем је изгубила у двомечу од руске екипе Акваријус (67 : 74, 78 : 76), па је након тога Славнић и поднео оставку.
Критичну тачку своје дотадашње историје Црвена звезда је доживела у сезони 1996/97. У конкуренцији 14 екипа у домаћем шампионату, Црвена звезда је заузела тек 12. позицију и за мало избегла испадање из лиге. Те сезоне Звезда је учествовала и у Купу Радивоја Кораћа, где су постигнути скромни резултати. У 1. квалификационом колу савладан је бугарски Компакт (83 : 69, 87 : 66), да би у другој, групној фази квалификација, Звезда у конкуренцији шпанског Касереса, руског Спартака и пољског Кофорда заузела другу позицију и пласман у 1. званично коло Купа Кораћа. Непремостива препрека у тој рунди био је солунски ПАОК (99 : 102, 87 : 100).
Сезона 1997/98. значила је буђење клуба. Тим је био јединствен спој искусних играча који су дошли из БФЦ Беочина Миленка Топића, Жељка Топаловића и Владимира Кузмановића, док су из Беобанке дошли Оливер Поповић и Војкан Бенчић, што је уз Јова Станојевића, Игора Ракочевића и Златка Болића представљало заиста најбољи тим у тадашњој СР Југославији. Овај тим је оправдао очекивања и стигао до шампионског пехара СР Југославије и финала Купа Радивоја Кораћа. Интересантно је напоменути да је Звезда током сезоне променила чак четири тренера; то су били Ранко Жеравица, Том Лудвиг, Владислав Лучић и Михаило Павићевић. У регуларном делу првенства, Звезда је освојила трећу позицију иза Партизана и Будућности. Први противник у доигравању био је КК Ловћен са Цетиња (79 : 77, 89 : 62). У полуфиналу Црвено-бели су се састали са КК Будућност. Најбољи црногорски клуб је био апсолутни фаворит, али су две победе 70 : 61 и 86 : 84, промовисале Звезду у првог финалисту доигравања. У другом полуфиналном дуелу догодило се још једно изненађење, где је петопласирани ФМП елиминисао Партизан, па је дошло до неочекиваног финала. Први финални дуел добила је Звезда резултатом 63 : 56. У Железнику ФМП је поравнао на 1 : 1 у серији резултатом 68 : 65 и тај пораз је био кобан по тренера Лучића. Под изговором да је потребно раздрмати екипу, руководство је сменило Лучића и на клупу довело Михаила Павићевића. Наредна два дуела, Црвена звезда је решила у своју корист и резултатима 67 : 63 и 77 : 76 стигла до 15. шампионског пехара.
Те сезоне велики успех је остварен на међународној сцени у Купу Радивоја Кораћа. У првој квалификационој фази, кипарски Панатинаикос је био само загревање (90 : 54, 89 : 77). У другој фази квалификација, Црвена звезда је у конкуренцији грчког Перистерија, израелске Херцлије и аустријског Монтана заузела прву позицију претрпевши само један пораз — и то од Грка у Београду. У званичном делу такмичења на путу до финала побеђивани су италијанска Фонтана (91 : 73, 72 : 81), Дарушафака (67 : 62, 81 : 77), Комбасан (81 : 66, 63 : 67), да би у полуфиналу француски Шоле био побеђен у Београду 81 : 49, тако да пораз на гостовању од 96 : 74 није спречио учешће у финалу. У финалном двомечу Звезду је чекао италијански Маш из Вероне. Први сусрет у Верони Звездини играчи су решили у своју корист резултатом 74 : 68, али у реваншу у Београду пред препуним трибинама хале Пионир, и још неколико хиљада људи на београдском Тргу Републике доживљен је пораз од 64 : 73, чиме је укупним резултатом 141 : 138 за екипу Меша трофеј отишао у Верону.
Захваљујући титули из претходне сезоне, Звезда је за сезону 1998/99. стекла право наступа у Евролиги. Управо је та сезона донела и први двобој са једним од клубова из некадашње Југославије, и то са највећим ривалом загребачком Цибоном. Због уласка навијача на паркет током прошлосезонског финала Купа Кораћа Звезда је са Цибоном играла без присуства публике и из тог разлога претрпљен је пораз резултатом 66 : 69. Ипак, Црвено-бели су се реванширали Цибосима и у загребачкој хали славили резултатом 80 : 77. У осталим мечевима прве фазе Евролиге, Црвено-бели су постигли следеће резултате: Панатинаикос 74 : 76 и 71 : 77, Ефес Пилсен 71 : 72 и 60 : 73, ТДК Манреса 88 : 60 и 59 : 74 те са Макабијем из Тел Авива 67 : 70 и 59 : 78. У другој фази такмичења Звезда је наступала појачана великим асом Владом Дивцом који је привремено напустио НБА због лок-аута. У том периоду постигнути су следећи резултати: Жалгирис 77 : 69 и 65 : 91, Ортез 75 : 85 и 61 : 70 те Фенербахче 88 : 66 и 61 : 78. На крају, сезону Евролиге Црвено-бели су завршили са скором од четири победе и 12 пораза. Остаје за памћење да је Звезда победила освајача Евролиге те сезоне, екипу Жалгириса. Када је реч о домаћем шампионату, доигравање није одржан због НАТО бомбардовања СР Југославије, тако да је лидер након регуларног дела, екипа Будућности из Подгорице проглашена шампионом.
Последњу сезону 20. века обележио је нови наступ у Евролиги. У првој фази овог такмичења Звезда се састала са екипама ПАОК-а 65 : 64 и 53 : 82, ЦСКА из Москве 65 : 80 и 62 : 86, Бенетоном 60 : 70 и 63 : 88, Барселоном 86 : 91 и 67 : 90 и Шолеом 56 : 64 и 59 : 69. У другој Фази противници су били Панатинаикос 61 : 76 и 58 : 67, Реал Мадрид 71 : 96 и 78 : 98 и Љубљанска Олимпија 83 : 77 и 47 : 59. Сезона у Евролиги је окончана са свега две победе и 14 пораза. У домаћем шампионату доигравање је окончан у полуфиналној серији са Партизаном поразом од 2 : 3 у серији, док је домет у националном купу било четвртфинале, где је ФМП Железник славио са убедљивих 79 : 56.

### 2000-е
Прелаз у нови миленијум донео је нове потешкоће у функционисању КК Црвена звезда. Наредних година дошло је до великих осцилација како у резултатима тако и у самој организацији клуба. У тиму су стасали млади талентовани играчи попут Милоша Вујанића, Милутина Алексића и Јована Копривице. Тренер је у једној сезони био и Мута Николић, али клуб није успео да задржи пре свега Радмановића како би био конкурентан. Убрзо након тога клуб напушта и Вујанић одласком у тим највећег ривала. Тенденција одласка играча из Црвене звезде настављена је и наредних година преласком Ђуре Остојића одмах након припрема, под изговором не уплаћеног обештећења.
У сезони 2002/03. Црвена звезда по први пут учествује у Јадранској лиги која је формирана годину дана раније. Доласком словеначког тренера Змага Сагадина, дошло је до великих новина у Звездином тиму. Сагадин је пронашао и пар играча у нижим лигама који ће касније имати запажене каријере: Чедомир Витковац, Вук Радивојевић, Горан Јеретин и Лука Богдановић. Звезда је појачана са два искусна страна играча, Американцем Скунијем Пеном и Нигеријцем Обином Екезијем; заблистала је али није успела да се домогне иједног трофеја. Најближа је била трофеју у Јадранској лиги, али је у полуфиналу изненађење направила екипа Задра која ће и у финалу изненадити Макаби из Тел Авива.
У следећој сезони посебно се мора истаћи и повратак Игора Ракочевића у европску кошарку, и то управо у тим Црвене звезде. Захваљујући њему и повређеном Јеретину тим се 2004. године домогао још једног домаћег купа, након 28 година. Остаће забележено да је тим Црвене звезде последњих пар секунди продужетка одиграо са 4 играча у четвртфиналу против Партизана. Након тога у полуфиналу је опет након продужетка савладана Војводина, а у финалу за 56 секунди успео да стигне 9 поена предности Рефлекса, и у продужетку их добије предвођен повређеним Јеретином, без капитена Игора Ракочевића. Следећу сезону Звезду напуштају бројни носиоци игре, док у потпуном хаосу који је владао домаћом кошарком Звезда под неразјашњеним околностима остаје без Луке Богдановића, иако је имао важећи уговор са Звездом.
Затим се управа одлучила за проверене снаге под вођством искусног тренера Шакоте. Већ прве сезоне оформио је јак састав предвођен Миланом Гуровићем. Окосницу тог тима чинили су још и Лари О’Банон, Перо Антић, Мирослав Раичевић, али остаје запажено и појављивање младог Тадије Драгићевића. Ипак, поред запажених успеха у УЛЕБ купу као и освајања Купа Радивоја Кораћа, недостајале су титуле како у Јадранској тако и у домаћој кошаркашкој лиги. Највећи узрок су биле бројне повреде играча који су у финишу сезоне дошли до одличне форме. Цех је платио управо тренер Шакота кога при крају сезоне 2006/07. мења његов помоћник Стеван Караџић.
Следи сезона велике кризе иако је клуб забележио запажене резултате предвођен Тадијом Драгићевићем и Омаром Куком. Клуб је био озбиљно финансијски уздрман. На крају сезоне остала су само четири сениорска играча.
Доласком Слободана Вучићевића на место председника клуба чинило се да ће клуб успети да се извуче из кризе. Доведени су млади и перспективни играчи, а као највеће појачање именован је тренер Светислав Пешић. Пешић је у тим довео неколико талентованих играча попут Марка Кешеља и Владимира Штимца, из Аркадије доводи до тада готово непознатог Немању Бјелицу, док су на месту странаца доведени Лоренс Робертс и Андре Овенс. Тим успева да се домогне многих домаћих финала и направи значајне резултате у Еврокупу, али ипак није успео да се домогне титула. Најближи су били титули у Кошаркашкој лиги Србије; међутим, после спорног финала када је Пешић уместо неког из савеза делио сребрне медаље својим играчима, клуб је ипак морао да се задовољи другим местом. Иако је сезона завршена без титула, у клубу је изникло једно од највећих изненађења — Немања Бјелица, као и доказани таленат — Марко Кешељ. Они ће касније заслужити и позив селектора репрезентације Србије.
Ипак, Вучићевић је након те сезоне отишао из клуба, који је и даље био у кризи. Већина носилаца игре је напустила екипу. У тиму су остали само домаћи млади играчи којима се придодао једини странац, Мајк Тејлор. У јануару је именована нова управа на челу са Владиславом Лучићем да спречи гашење клуба. Током сезоне екипа губи носиоце игре, али се исказује невероватан таленат Немање Бјелице кога су желели сви европски тимови. Ношени његовом игром и тренером Александром Трифуновићем Звезда успева да задржи статус у Јадранској лиги.
Наредне сезоне Црвена звезда остаје без иједног државног спонзора, обзиром да је Телеком прекинуо уговор. Посртање се свеједно наставља оставком Лучића и читаве управе. Криза је кулминирала када је управни одбор клуба поднео оставке, а постојала је и могућност одласка клуба у стечајни поступак. На крају је привредни суд одлучио да КК Црвена звезда као спортска организација не иде у стечај.

### 2010-е
У сезону 2010/11. клуб је ушао са младим играчима као што су Немања Недовић и Александар Цветковић, али и са пар искуснијих играча који су могли да попуне тим упркос лошој финансијској ситуацији. Пре свега ту је капитен Борис Бакић, као и Вујадин Суботић и појачања из Крке — Урош Николић, и Партизана — Страхиња Милошевић и Дарком Балабаном. У Јадранској лиги је остварен најлошији пласман уз скор од свега 8 победа и 18 пораза. У тој сезони у тиму су били и амерички кошаркаши Џамар Јанг, Рикардо Марш и Ентони Мајлс, који су дали велики допринос опстанку и избегавању последњег места на табели које је аутоматски значило дисквалификацију за следећу сезону. Ипак, због финансијске ситуације са њима није склопљен договор о продужењу уговора. Због тога се по завршетку Јадранске лиге тим расуо у моменту када је створена одлична хемија и у тако ослабљеном саставу, а тренера Увалина заменио је Александар Никитовић. Тако десеткован тим дошао је у полуфинале купа где је доживљен пораз од ФМП-а. У првенству Србије у којем нису играли већ поменути амерички кошаркаши и Страхиња Милошевић, изборено је тек 5. место и клуб се није пласирао у доигравање.
Сарадња са ФМП-ом
После вишегодишњих покушаја за интеграцијом са ФМП-ом из Железника, коначно је дошло до споразума 12. августа 2011. године.
Већ у првој сезони управа је учинила крупне кораке ка консолидацији клуба. Урађен је детаљан план реорганизације клуба са планом враћања дугова у периоду од пет година, према унапред припремљеном плану реорганизације (УППР). УППР је правни институт регулисан Законом о стечају, и он је настао као алтернатива банкротству у стечају. Тиме је омогућено да се у наредним сезонама уђе са знатно мањим теретом, али са обавезом редовног испуњавања обавеза из плана реорганизације. Тим добија и генералног спонзора, па налик другим клубовима додаје у имену и име спонзора — Дива (дистрибутер воде). За председника новог клуба изабран је Небојша Човић.
Агилни председник одмах је преузео крупне кораке ка консолидацији клуба. Највеће појачање је стигло прво, а то је трофејни тренер Светислав Пешић. Окосницу тима чинили су играчи из погона ФМП-а, као и четворица кошаркаша Звезде. Тим је појачан Американцем Адамом Морисоном, а од полусезоне њега је заменио Омар Томас. Ипак, чини се да остатак екипе није дорастао задатку играња за велики клуб, а највећи домети ове екипе су била оба домаћа финала. Пешић је и поред неспоразума са Недовићем успео да га дисциплином у одбрани уздигне до репрезентативног нивоа.
На крају сезоне, Пешић није могао да настави посао започет у Звезди због обавеза са репрезентацијом Немачке. На место главног тренера је постављен Миливоје Лазић, Пешићев помоћни тренер. У тим се вратио Игор Ракочевић, чија је жеља била да у свом клубу заврши каријеру. Искуство је попуњено са Борисом Савовићем, Марком Симоновићем, Рашком Катићем као и Американцима Брауном, Алмондом и Нелсоном, али није запостављен ни млађи кадар довођењем перспективног Луке Митровића уз уговор на четири године. Због траљавог почетка сезоне убрзо је замењен тренер Лазић Владом Вукоичићем, а уместо Алмонда у тим је дошао Мајкл Скот. Звезда је кренула у дугу серију победа и успела је да прође у други круг Еврокупа, као и да се пробије у сам врх Јадранске лиге. На врхунцу своје форме освојили су Куп Радивоја Кораћа. Након тога уследио је пад форме, посебно са почетком Српске лиге. Тада су многи носиоци игре већ били истрошени напорном сезоном, а нарочито сам Ракочевић. Ипак, и са тим падом успели су да се на фајнал-фору Јадранске лиге домогну финала и самим тим обезбеде учешће у Евролиги следеће сезоне.
У сезони 2013/14. наставља се постепен напредак Звезде како на спортском тако и на организационом плану, пре свега због учешћа у Евролиги. По први пут у историји Звезде један странац продужава уговор, и то Демаркус Нелсон. Тим остаје без главног носиоца Игора Ракочевића, али убрзо се потписују Бобан Марјановић, Јака Блажич и Блејк Шилб, и прикључују три јуниора Тејић, Ребић и Ристић. Непосредно пред почетак сезоне долази и Чарлс Џенкинс, а уместо Савовића тиму се прикључује Иван Раденовић. Традиција промена играча током сезоне се наставила пре свега отказом Шилбу, одласком Ристића на колеџ као и одласком Цветковића на позајмицу у МЗТ. Уместо њих у клуб се враћа Тадија Драгићевић и потписује осредњи играч Липовиј из Украјине. У Евролиги клуб постиже запажене резултате. Остварене су одличне игре пре свега на домаћем терену док су за мало измакле победе пре свега над Макабијем, који постаје шампион Евролиге, али и над Панатинаикосом у продужетку. Једини је Макаби у Тел Авиву успео да рутински победи Звезду док су све остале утакмице биле неизвесне до самог краја. У тешкој групи Звезда постаје једини клуб који са 4 победе није успео да се пласира у „топ 16”. Како год, наставља такмичење у Еврокупу где је направљен веома запажен успех пласманом у полуфинале. Остају забележене феноменалне атмосфере у Комбанк арени током четвртфинала и полуфинала, када 24.232 Звездина навијача пробијају рекорд у посећености свих УЛЕБ-ових такмичења. Одлични резултати у Европским такмичењима подигли су Црвену звезду на УЛЕБ-овој листи, па тако постаје најбољи клуб с Балкана. У АБА лиги су у лигашком делу забележени најбољи резултати у историји и заузето прво место у лигашком делу. У борби за трофеј, у полуфиналу финалног турнира Звезда губи од Цибоне која је и освојила турнир. Међутим, с обзиром да је Цибона због финансијских проблема одустала од Евролиге, борд овог такмичења је одлучио да Црвена звезда у наредној сезони буде директан учесник такмичења, а не да иде у квалификације. Успех Звезде је увећан чињеницом да је по први пут одбрањен домаћи куп, и то победом над екипом Мега Визуре резултатом 81 : 80. Сенку на веома успешну сезону бацио је пре свега пораз од Цибоне у АБА лиги, али и неосвајање домаће лиге. Иако је Супер лигу започела одличним резултатима, после прекида због поплава тим захвата велики пад. Ипак успева да се домогне финала, у којем губи од Партизана. Звезда је одиграла добро све док се противнички тим није повукао са терена. Након овог Звезда није успела да се снађе у промењеном судијском критеријуму и доживела је пораз.
Сезона 2014/15. је била једна од најуспешнијих у историји Црвене звезде, и може се назвати сезоном рекорда. У прелазном року отишло је доста искусних играча али су дошли репрезентативци Јовић и Калинић, као и репрезентативац Немачке Мајк Цирбес. Највеће појачање добијено је у одличном плејмејкеру Маркусу Вилијамсу. Црвена звезда је у тој сезони успела да обори неколико рекорда. У Јадранској лиги успела је да оствари најдужи низ победа од старта шампионата (20), као и да изједначи рекорд у укупном скору. У Евролиги се по први пут пласирала у топ 16 фазу и то као први српски тим који је то урадио са позитивним скором победа и пораза. То је урађено са најмлађим тимом у Евролиги и уз највећу просечну посету на утакмицама Евролиге. Ипак, оно што је најбитније, Звезда је успела да освоји три титуле. Најзначајније је освајање АБА лиге и поновни пласман у Евролигу. Посебно драматично је било у полуфиналу, у борби за пласман у Евролигу, где се Звезда састала са Партизаном. После прве победе Звезда је изгубила у другој утакмици на домаћем паркету и деловало је да ће Партизан на свом паркету обезбедити финале. Пошто је током тог полуфинала био забрањен долазак гостујућих навијача, највернији су се пред трећу утакмицу окупили испред хале Пионир пре тренинга и дали подршку тиму; ово као да је променило ток историје. У трећој утакмици чврстом игром Звезда успева да врати предност домаћег терена, а посебно су се истакли Калинић и Џенкинс. У четвртој утакмици се разиграо и Маркус Вилијамс који је са 17 везаних поена трасирао пут ка Евролиги. У финалу АБА лиге побеђена је Цедевита и Црвена звезда је по први пут у својој историји дошла до титуле Јадранске лиге. За навијаче је било још значајније освајање титуле шампиона Србије после 17 година, и то победом од 3 : 0 у серији против Партизана. Након Пионира титула је слављена целе ноћи на Малом Калемегдану. Сезону је обележио и Бобан Марјановић који је уврштен у идеалну петорку Евролиге и који је и сам оборио неколико статистичких рекорда. Треба нагласити да су у тој сезони и млађе категорије освојиле готово све националне титуле у својим категоријама, а титула првака Србије је 600. по реду у СД Црвена звезда.
Сезону 2015/16. клуб дочекује знатно растерећеније. До тога да сезона буде турбулентна долази из разлога промашених појачања у прелазном року. Током лета клуб напуштају Боби Марјановић који одлази у НБА као и Никола Калинић за ког клуб добија одговарајуће обештећење. Ипак, Звезду појачавају Рајан Томпсон, Гал Мекел, Стефан Настић и као најзвучније појачање долази Софоклис Схорцијанитис. Што због лоше форме што због немогућности да се уклопе у тим, нити један од њих није дочекао Нову годину у клубу. Из ФМП-а тиму се прикључује Марко Гудурић. Управа Црвене звезде је додатно била принуђена због повреда Тејића и Митровића да реагује, па је прво ангажован Марко Симоновић а након тога и значајно појачање Квинси Милер као и Владимир Штимац. Око Нове године тим се комплетира са Василијем Мицићем и Таренсом Кинсијем. Иако је Црвена звезда врло лоше започела сезону, како у Евролиги тако и у АБА лиги, свеједно успева да се дигне. Пре свега предвођена двојцем Милером и Цирбесом, али и препорођеним Стефаном Јовићем, успева да подигне форму. После готово безизлазне ситуације у Евролиги бележи низ победа, да би у одлучујућој утакмици против Бајерна Црвена звезда успела да опет дође до топ 16 фазе. Стефан Јовић је на утакмици у Минхену забележио нови рекорд лиге са 19 асистенција. И у топ 16 фази Звезда бележи низ одличних резултата и подиже лествицу пласманом у доигравање међу 8 најбољих тимова Европе, по први пут у историји. Ипак, ту је чека московски ЦСКА који је морао да се помучи али ипак забележио три победе, а касније и освојио Евролигу. Оно што је како год битније је да Црвена звезда успева да одбрани титулу АБА лиге, чиме обезбеђује наступ у Евролиги и за наредну годину, али и одбрани титулу српског шампиона победом над Партизаном резултатом 3–1 у серији.
Наредна сезона је још једна од веома успешних у историји Црвене звезде. Тим се после одлазака најбољих играча појачао са Огњеном Кузмићем који је имао лошу сезону у Панатинаикосу, али и повратницима Милком Бјелицом и Чарлсом Џенкинсом. Током сезоне тим је додатно појачан Нејтом Волтерсом и Дионом Томпсоном. У новом формату Евролиге, Црвена звезда је одиграла 30 утакмица, сваку са сваким у двокружном систему. И поред позитивног скора од 16 победа и 14 пораза, није успела да уђе у доигравање. Ипак, остаће упамћен низ од седам узастопних победа у којима су поражени и ЦСКА, Реал, два пута Макаби, Басконија и Жалгирис на гостујућим теренима, али и будући освајач Евролиге тим Фенербахчеа. Тренер Радоњић је, као никад до тада, имао изузетне појединце у одбрани, због чега су многи противници остављани на нули по неколико минута. С друге стране, Црвена звезда је потпуно доминирала у регионалним оквирима. У АБА лиги је оборила рекорд са само једним поразом у регуларном делу, док је без већих проблема одбранила титулу и изборила поновни пласман у Евролигу. На турниру у Нишу повраћена је титула Купа Радивоја Кораћа. У српској лиги Звезда се рутински прошетала до титуле, уз само један пораз у регуларном делу, али и са 3 : 0 победила екипу ФМП-а.
По завршетку сезоне клуб није имао довољан буџет како би омогућио играчки континуитет, додатно био је приморан на продају играча који су били по уговором како би покрио дугове настале у претходним сезонама. Гудурић је тако прешао у Фенербахче за милион евра, а поред њега Звезду је напустио готово цео костур тима. Клуб је успео да обештећењима заради око 2,5 милиона евра. Ипак свакако најзначајнији одлазак је био првог тренера Дејана Радоњића што је означило крај једне фантастичне ере клуба. Ипак управа је морала брзо да реагује па је за првог тренера доведен Душан Алимпијевић који је те сезоне био најмлађи тренер у Евролиги. Играчки кадар је потпуно измењен па су током августа и септембра дошли: Марко Кешељ, Јанковић, Јовановић, Никола Радичевић, Џејмс Фелдин, Матијас Лесор, Дејан Давидовац, Драган Апић, Стефан Лазаревић, Тејлор Рочести и Перо Антић. Додатно састав је током сезоне доживео велике промене услед великих осцилација у игри па су још дошли и Дилан Енис и Ален Омић. И поред измењеног састава Звезда је успела да у Евролиги поново направи мини чуда, а једно је свакако и победа над Реалом у Мадриду. Међутим млад тренер није успео да изнесе терет у најзначајнијим такмичењима. Прво је Звезда после врло бледог издања у Купу остала без овог трофеја који је обележио скандал, када су одређени кругови око победника Купа скрнавили пехар, тако што су покидали све плочице када је Звезда била победник. Још значајнији је свакако неуспех у АБА лиги. У финалу доигравања Црвена звезда је изгубила од екипе Будућности са 3:1 у серији. Ипак оно што је обележило финалну серију је скандал са одређивањем судија али и њиховим катастрофалним суђењем на штету Црвене звезде. Тим није успео да се консолидује после овог тешког пораза па је и у КЛС кренуо са лошом игром која је кулминирала оставком првог тренера кога је заменио Миленко Топић, његов дотадањи помоћник. Миленко је успео да упрости игру и са 10 узастопних победа дође до титуле Шампиона Србије.
Наредну сезону Звезда дочекује опет са крупним променама. За првог тренера се поставља легенда Олимпијакоса Милан Томић, док се Миленко Топић поново повлачи на функцију помоћног тренера. Играчки кадар се пре свега попуњава из ФМП-а ангажовањем Оџа, Симанића и Ненадића, затим повратак Мајка Цирбеса као и довођење Регланда. Ипак треба истаћи долазак тројца: Барон, Фаје и Перпероглу, који су били кључне полуге Милана Томића у одлучујућим утакмицама. На самом старту сезоне освојен је Суперкуп АБА лиге, где је Фаје проглашен за најкориснијег играча. И поред добрих пројекција Звезда је неочекивано рано завршила такмичење у Еврокупу. Такође у финалу Купа Радивоја Кораћа је изгубила од Партизана. Ипак, пошто је као приоритетно такмичење означена АБА лига, кошаркаши Црвене звезде су је одиграли потпуно доминантно. У регуларном делу сви противници су савладани неочекивано лако, а једини пораз је био на гостујућем терену од Цедевите у утакмици која није имала значај за коначни пласман. У плеј-офу Црвена звезда је одиграла маестрално упркос повреди двојице играча који су били део идеалне петорке АБА лиге, Регланда и Перпероглуа. У полуфиналу је савладана екипа Партизана са 2:1 у серији, када је у одлучујућој утакмици Звезда савладала Партизан резултатом 84:63. У финалу је очекивала екипу Будућности, за коју је припреман реванш за претходну сезону. Звезда је лако савладала подгоричку екипу на домаћем терену укупном кош разликом 100, а да се у другој утакмици није повредио Перпероглу вероватно би се серија окончала у гостима. Велика тензија је виђена након неспретне и инструисане изјаве тренера Репеше након друге утакмице, па је дошло до немилих сцена у трећој али и петој утакмици финала. Звезда је по први пут освојила трофеј који обезбеђује наступ у Евролиги пред домаћом публиком. У наставку сезоне Звезда је са редукованим саставом због ограничења броја страних кошаркаша дошла и до титуле првака Србије. У финалу је савладан Партизан са 3:1 у серији, а одлучујуће поене је постигао Били Берон.
Након поновног пласмана у Евролигу Црвена звезда је поново кренула у реконструкцију тима. Најзначајнија појачања су били Лоренцо Браун и Џејмс Гист, док се Дерик Браун кратко задржао због повреде са којом није могао да се избори. Међутим после велике победе над екипом Фенербахчеа, Звезда бележи доста лоше резултате у Евролиги и бледе партије у АБА лиги. Милан Томић је напустио клупу Звезде након утакмице са Крком, да би га на клупи заменио његов помоћник Гавриловић. Након тога главни тренер постаје Драган Шакота који је позитивно утицао на игру. Убрзо му се на паркету прикључују нова појачања. Пре свега Кевин Пантер са којим је имао сарадњу у АЕКу, из Приморске долази Марко Јагодић Куриџа а у Звезду се враћа и Владимир Штимац. Звезда је након тога везала неколико победа у Евролиги а у АБА лиги приказивала све боље партије. У финалу Купа Кораћа губи од екипе Партизана после невероватне завршнице. Ипак сезона 2019-20, неће остати упамћена по спортским резултатима јер је нагло прекинута средином марта месеца због пандемије ковида 19. На састанку Евролиге одлучено је да учесници за наредну сезону остану непромењени.

### 2020-е
Након сезоне која је прекинута због пандемије, Црвена звезда је уочи нове сезоне довела Сашу Обрадовића на чело стручног штаба. Саша је платио обештећење свом пређашњем клубу како би потписао уговор са Звездом. Након тога је кренула са реконструкцијом тима. Најзначајније појачање је био Џордан Лојд који је дошао из Валенсије. Бековске позиције су додатно допунили Кори Волден и Лангстон Хол, а на крилној позицији се нашао повратник Симоновић. Из ФМП су у Звезду прешли Ускоковић, Рит као и повратник Раданов. Уговор је потписао и Ландри Ноко али је убрзо и терминиран због његовог здравственог стања. Сезона је почела без присуства публике због пандемије. Почетак сезоне у АБА лиги је био убедљив док су у Евролиги забележене значајне победе. У другом колу је савладана Басконија, када је Лојд био и МВП кола Евролиге а Хол са 11 асистенција најбољи асистент, док је у 5. колу савладан и ЦСКА после великог преокрета. Међутим касније долази до пада, па су лошије партије у Евролиги приморале стручни штаб да реагује па је тим појачан Емануел Теријем и Џонијем О’Брајантом, док је са Рочестијем потписан двомесечан уговор. Ипак убрзо се видело да прва двојица не испуњавају критеријуме па је након истека двомесечног уговора Рочестог заменио Кино Колом, док се уместо Терија у тиму опет налази Ландри Ноко који је у међувремену санирао проблеме са срцем. Ипак криза резултата кулминира поразом Звезде од Будућности на домаћем паркету те веома лошим резултатом у Евролиги. Управа је брзо реаговала па се на место тренера поново враћа Дејан Радоњић. Одмах након доласка Звезда улази у проблем за короном. До финалног турнира Купа Радивоја Кораћа Звезда је остала без читаве петорке, и била је приморана да региструје и јуниоре. Упркос томе нови тренер је успео да подигне форму тима и на опште изненађење дође до 10. трофеја националног купа. Џони О’Брајант је уз Јагодића Куриџу предводио Звезду на турниру одржаном у Новом Саду. У АБА лиги Звезда успева да дође до прве позиције у регуларном делу. У полуфиналу је савладана екипа Игокее да би се у финалу опет састала са екипом Будућности. Звезда после релативно лаке победе у првој утакмици, успева да победи и у другој након неколико преокрета. Огњен Добрић је посебно одскочио у утакмици која је била пресудна у финалној серији. Након два пораза у Подгорици, Звезда је победила и у мајсторици у Београду и тако дошла поново до регионалне титуле и пласмана у Евролигу. Ландри Ноко је био проглашен за најбољег играча финалне серије. Након тога КЛС је одиграна у измењеном формату због згуснутог распореда уочи Олимпијаде. Звезда успева да дође до 21. националне титуле победом над екипом Меге у финалу.
За сезону 2021-22, клуб се фокусирао на задржавање домаћих играча и проширење поновним потписивањем петорице бивших Звездиних играча: Луке Митровића, Нејта Волтерса, Стефана Лазаревића, Мајка Цирбеса и што је најважније Николе Калинића. Звезда је од странаца довела Арона Вајта и Остина Холинса, као и некадашњег кључног играча Будућности Николу Ивановића. Поново стављајући велики акценат на одбрану и транзицију, Звезда је освојила Магентаспорт куп предсезонски турнир победивши Панатинаикос и домаћи Бајерн, али је Арон Вајт задобио прелом руке. Звезда је у новембру довела бившег бека репрезентације Србије Стефана Марковића. У фебруару је Звезда освојила куп Радивоја Кораћа, тријумфом у финалу над Партизаном. Звезда је у Евролиги бележила релативно добре резултате али није могла да се домогне плејофа, упркос избацивању руских екипа. Регуларни део АБА лиге је завршила на првом месту што је било важно уочи плејофа. У полуфиналу је савладана екипа Цедевита Олимпије а после дуго времена у финалу је чекао дуел са екипом Партизана. Звезда је у првој утакмици рутински савладала госте, док је у другој утакмици успела да извуче победу у неизвесној завршници. У следеће две утакмице на гостојућем паркету није забележила победу, чак је у другој доживела и тежак пораз. Мајсторица је започела добром игром Партизана и минималним предношћу до полувремена. Почетком другог полувремена судије су испразниле целу халу због бацања предмета на терен и Звезда је била лишена помоћи навијача до краја утакмице. Ипак у неизвесној зваршници тројкама Марковића, Калинића и Волтерса успева да савлада противника и дође до 6.титуле у АБА лиги. Због скраћеног календара КЛС се играо само кроз плејоф. Звезда је победом над ФМП-ом у финалу успела да дође до трећег трофеја у сезони и рекордне 22. националне титуле.

## Млађе категорије
Иако је сва пажња углавном усмерена на резултате првог тима, Црвена звезда има дугу традицију у раду са млађим категоријама. Наравно, све млађе селекције су и у резултатском смислу увек биле у врху како домаћих тако и међународних такмичења. Чак и када је први тим резултатски имао лоше сезоне, у млађим категоријама су изникли многи касније веома успешни играчи. Најважнији и најпознатији изданци Звездине школе кошарке су свакако Срђан Калембер, Александар Гец, Мока Славнић, Бобан Јанковић, Небојша Илић, Саша Обрадовић и Игор Ракочевић. Ипак треба истаћи и друге играче који су своје каријере градили пре свега у другим клубовима, попут Владимира Радмановића, Милоша Вујанића, Милка Бјелице и многих других.
Додатни квалитет у селекцији млађих категорија доноси сарадња са ФМП Железником. Том приликом комплетне младе селекције постају Звездине селекције са могућношћу коришћења одличне инфраструктуре. Ту је пре свега тренажни центар са салама на Чукарици као и хала у Железнику. Успеси Звездиних млађих селекција постају још значајнији. Тако Звездини јуниори после више покушаја успевају да освоје Евролигин Најк турнир 2014. године у Милану, и постају незванични прваци Европе у јуниорској конкуренцији.
Циљ млађих категорија је пре свега формирање потпуних играча, али и њихово школовање које је омогућено јединственим системом образовања које се нуди деци. Поред тога, велики број играча свих узраста део је млађих репрезентативних селекција. Тако је само у 2014. години укупно 12 кошаркаша Звезде (6 у кадетском, 3 у јуниорском и 3 у узрасту до 20 година) било део неке од репрезентативних селекција Србије, које су при томе освојиле 2 медаље на првенствима на којима су наступале.

## Навијачи
Од самог заснивања клуба најистакнутије личности друштва биле су често виђене на утакмицама на Малом Калемегдану. Један од честих посетилаца кошаркашких утакмица и мушке и женске селекције Црвене звезде је био Иво Андрић. Све утакмице су од почетка биле веома посећене. Популарност је расла са сталним успесима и кошаркашког клуба, али пре свега фудбалског клуба. Играчи свих клубова у оквиру Спортског друштва често међусобно посећују утакмице у свим такмичењима. Црвена звезда је српски клуб са највећим бројем навијача према већини истраживања која су спроведена у Београду, а и на територији читаве Србије.
Организована група навијача Црвене звезде се називају Делије. Ова навијачка група настала је уједињењем дотадашњих мањих навијачких група 7. јануара 1989. Делије представљају једну од најпознатијих навијачких група на свету. Према избору организације „Свет Ултраса” која на друштвеним мрежама окупља преко 400.000 навијача, група Делије је изабрана за најбољу навијачку групу на свету у 2014. години. Навијачи Црвене звезде и Олимпијакоса развили су дубоко пријатељство. Навијачи оба тима су себе назвали „Православна браћа” (енгл. Orthodox Brothers). У ову братску унију навијача касније су се укључили и навијачи Спартака из Москве. Управо су навијачи клуба са Малог Калемегдана приредили рекордну гледаност неке кошаркашке утакмице под покровитељством УЛЕБ-а. То се десило током четвртфинала Еврокупа 2014. године против екипе Будивељника, када су у Комбанк арени била 24.232 навијача.
Навијачка група Делије од почетка учествовања Црвене звезде у Јадранској лиги не посећује утакмице које Звезда игра у овом такмичењу, или се бар не ради о организованом навијању. Делије се иначе противе игрању свих клубова из СД у регионалним лигама, иако ова регионална лига доноси проходност за сва такмичења под покровитељством УЛЕБ-а. И поред тога остали навијачи редовно посећују утакмице, па је посета често међу најбољим у Јадранској лиги.
У новије време значајан податак је и број навијача који прате клуб преко друштвених мрежа: Фејсбук, Твитер и Инстаграм, као и преко званичног Јутјуб канала. Захваљујући пре свега маркетингу клуба али и укупном броју навијача, Црвена звезда је предводник свих кошаркашких клубова на Балкану што се тиче дигиталног маркетинга. Са друге стране, сами навијачи су 2017. године решили да финансијски помогну клуб. Организовали су акцију под називом Донирај и доминирај, којом је за мање од три месеца прикупљено 30.000 евра. Акцију је подржао клуб, који је омогућио да сви учесници и власници сезонских карата буду чланови клуба.

### Највеће посете
|   | Датум            | Такмичење | Хала          | Противник   | Посета | Реф. |
| - | ---------------- | --------- | ------------- | ----------- | ------ | ---- |
| 1 | 26. март 2014.   | Еврокуп   | Комбанк арена | Будивељник  | 24.232 |      |
| 2 | 2. април 2014.   | Еврокуп   | Комбанк арена | УНИКС Казањ | 22.736 |      |
| 3 | 2. фебруар 2024. | Евролига  | Штарк арена   | Барселона   | 20.875 |      |
| 4 | 18. јануар 2024. | Евролига  | Штарк арена   | Басконија   | 20.270 |      |
| 5 | 4. јануар 2024.  | Евролига  | Штарк арена   | Партизан    | 20.143 |      |

## Резултати
| Такмичење               | Такмичење               | Утакмице | Победе | Порази | Нерешено |
| Национална лига         | Национална лига         | 1640     | 1065   | 565    | 10       |
| Јадранска лига          | Јадранска лига          | 480      | 331    | 149    | /        |
| Национални куп          | Национални куп          | 178      | 132    | 46     | /        |
| Суперкуп Јадранске лиге | Суперкуп Јадранске лиге | 3        | 3      | 0      | /        |
| Национални суперкуп     | Национални суперкуп     | 1        | 1      | 0      | /        |
| Европска такмичења      | Европска такмичења      | 460      | 239    | 219    | 2        |
| УКУПНО                  | УКУПНО                  | 2762     | 1771   | 979    | 12       |
| ----------------------- | ----------------------- | -------- | ------ | ------ | -------- |

Ажурирано: 19. јун 2019.

### Рекорди
- Најубедљивија победа: Црвена звезда — Космај 118 : 4, 1946. године.
- Најубедљивији пораз: Олимпија — Црвена звезда 140 : 86, 1963. године.
- Највише постигнутих поена: против Напретка из Алексинца — 150, у сезони 1990/91.
- Најмање постигнутих поена: против Партизана — 13, 1949. године.
- Највише победа у националним првенствима: 28 у првенству 1992/93.
- Највише победа у свим такмичењима током једне сезоне: 67, сезона 2016/17.
- Најмање пораза у првенству: нити један пораз у сезонама 1946/47, 2022/23. и 2023/24.
- Највише одиграних званичних утакмица током једне сезоне: 84, сезона 2016/17.
- Највише узастопних победа у Јадранској лиги: 20, у сезонама 2014/15. и 2016/17.

### Успеси
| Такмичење                          | Такмичење                          | Број                               | Година                                                                                             |                                    |                                    |
| Национална такмичења — 39          | Национална такмичења — 39          | Национална такмичења — 39          | Национална такмичења — 39                                                                          | Национална такмичења — 39          | Национална такмичења — 39          |
| Национално првенство — 24 (рекорд) | Национално првенство — 24 (рекорд) | Национално првенство — 24 (рекорд) | Национално првенство — 24 (рекорд)                                                                 | Национално првенство — 24 (рекорд) | Национално првенство — 24 (рекорд) |
| ---------------------------------- | ---------------------------------- | ---------------------------------- | -------------------------------------------------------------------------------------------------- | ---------------------------------- | ---------------------------------- |
| Првенство СФРЈ                     | Првак                              | 12                                 | 1946, 1947, 1948, 1949, 1950, 1951, 1952, 1953, 1954, 1955, 1968/69, 1971/72.                      |                                    |                                    |
| Првенство СФРЈ                     | Други                              | 8                                  | 1959, 1969/70, 1972/73, 1983/84, 1984/85, 1986/87, 1989/90, 1991/92.                               |                                    |                                    |
| Првенство СРЈ / Првенство СЦГ      | Првак                              | 3                                  | 1992/93, 1993/94, 1997/98.                                                                         |                                    |                                    |
| Првенство СРЈ / Првенство СЦГ      | Други                              | 2                                  | 1998/99, 2005/06.                                                                                  |                                    |                                    |
| Првенство Србије                   | Првак                              | 9                                  | 2014/15, 2015/16, 2016/17, 2017/18, 2018/19, 2020/21, 2021/22, 2022/23, 2023/24.                   |                                    |                                    |
| Првенство Србије                   | Други                              | 5                                  | 2006/07, 2008/09, 2011/12, 2012/13, 2013/14.                                                       |                                    |                                    |
| Национални куп — 14                |                                    |                                    | |                                    |                                    |
| Куп СФРЈ                           | Победник                           | 3                                  | 1970/71, 1972/73, 1974/75.                                                                         |                                    |                                    |
| Куп СФРЈ                           | Финалиста                          | 2                                  | 1973/74, 1989/90.                                                                                  |                                    |                                    |
| Куп СРЈ                            | Победник                           | 0                                  | /                                                                                                  |                                    |                                    |
| Куп СРЈ                            | Финалиста                          | 1                                  | 1993/94.                                                                                           |                                    |                                    |
| Куп Радивоја Кораћа (СЦГ / Србија) | Победник                           | 11                                 | 2003/04, 2005/06, 2012/13, 2013/14, 2014/15, 2016/17, 2020/21, 2021/22, 2022/23, 2023/24, 2024/25. |                                    |                                    |
| Куп Радивоја Кораћа (СЦГ / Србија) | Финалиста                          | 5                                  | 2008/09, 2011/12, 2017/18, 2018/19, 2019/20.                                                       |                                    |                                    |
| Национални суперкуп — 1            |                                    |                                    | |                                    |                                    |
| Суперкуп СРЈ                       | Победник                           | 1                                  | 1993.                                                                                              |                                    |                                    |
| Суперкуп СРЈ                       | Финалиста                          | 0                                  | /                                                                                                  |                                    |                                    |
| Регионална такмичења — 8           |                                    |                                    | |                                    |                                    |
| Јадранска лига                     | Првак                              | 7                                  | 2014/15, 2015/16, 2016/17, 2018/19, 2020/21, 2021/22, 2023/24.                                     |                                    |                                    |
| Јадранска лига                     | Финалиста                          | 3                                  | 2012/13, 2017/18, 2022/23.                                                                         |                                    |                                    |
| Суперкуп Јадранске лиге            | Победник                           | 1                                  | 2018.                                                                                              |                                    |                                    |
| Суперкуп Јадранске лиге            | Финалиста                          | 0                                  | /                                                                                                  |                                    |                                    |
| Континентална такмичења — 1        |                                    |                                    | |                                    |                                    |
| Евролига                           | Победник                           | 0                                  | /                                                                                                  |                                    |                                    |
| Евролига                           | Финалиста                          | 0                                  | /                                                                                                  |                                    |                                    |
| Евролига                           | Полуфинале                         | 1                                  | 1972/73.                                                                                           |                                    |                                    |
| Евролига                           | Четвртфинале                       | 2                                  | 1969/70, 2015/16.                                                                                  |                                    |                                    |
| Еврокуп                            | Победник                           | 0                                  | /                                                                                                  |                                    |                                    |
| Еврокуп                            | Финалиста                          | 0                                  | /                                                                                                  |                                    |                                    |
| Еврокуп                            | Полуфинале                         | 1                                  | 2013/14.                                                                                           |                                    |                                    |
| Еврокуп                            | Четвртфинале                       | 2                                  | 2005/06, 2006/07.                                                                                  |                                    |                                    |
| Куп победника купова               | Победник                           | 1                                  | 1973/74.                                                                                           |                                    |                                    |
| Куп победника купова               | Финалиста                          | 2                                  | 1971/72, 1974/75.                                                                                  |                                    |                                    |
| Куп победника купова               | Полуфинале                         | 0                                  | /                                                                                                  |                                    |                                    |
| Куп победника купова               | Четвртфинале                       | 1                                  | 1990/91.                                                                                           |                                    |                                    |
| Куп Радивоја Кораћа (ФИБА)         | Победник                           | 0                                  | /                                                                                                  |                                    |                                    |
| Куп Радивоја Кораћа (ФИБА)         | Финалиста                          | 2                                  | 1983/84, 1997/98.                                                                                  |                                    |                                    |
| Куп Радивоја Кораћа (ФИБА)         | Полуфинале                         | 4                                  | 1980/81, 1981/82, 1984/85, 1987/88.                                                                |                                    |                                    |

#### Учинак у претходним сезонама
| Сезона   | Првенство Србије | Првенство Србије | Куп Србије   | Куп Србије | Регионална такмичења                   | Регионална такмичења | Европска такмичења       | Европска такмичења | Сез. скор |
| Сезона   | Домет            | Скор             | Домет        | Скор       | Домет                                  | Скор                 | Домет                    | Скор               | Сез. скор |
| -------- | ---------------- | ---------------- | ------------ | ---------- | -------------------------------------- | -------------------- | ------------------------ | ------------------ | --------- |
| 2006/07. | Вицепрвак        | 12:8             | Полуфинале   | 1:1        | Јадранска лига — 6. место              | 15:11                | УЛЕБ куп — Четвртфинале  | 9:5                | 37:25     |
| 2007/08. | Полуфинале       | 9:7              | Полуфинале   | 1:1        | Јадранска лига — Четвртфинале          | 17:12                | УЛЕБ куп — Осмина финала | 8:5                | 35:25     |
| 2008/09. | Вицепрвак        | 10:4             | Финалиста    | 2:1        | Јадранска лига — Полуфинале            | 19:8                 | Еврокуп — Топ 16         | 6:6                | 37:19     |
| 2009/10. | Полуфинале       | 8:8              | Четвртфинале | 0:1        | Јадранска лига — 9. место              | 11:15                | Еврокуп — Топ 16         | 8:4                | 27:28     |
| 2010/11. | 5. место         | 6:8              | Полуфинале   | 1:1        | Јадранска лига — 13. место             | 8:18                 | —                        | —                  | 15:27     |
| 2011/12. | Вицепрвак        | 12:9             | Финалиста    | 2:1        | Јадранска лига — 10. место             | 11:15                | —                        | —                  | 25:25     |
| 2012/13. | Вицепрвак        | 14:7             | Победник     | 3:0        | Јадранска лига — Вицепрвак             | 19:9                 | Еврокуп — Топ 16         | 7:5                | 43:21     |
| 2013/14. | Вицепрвак        | 14:6             | Победник     | 3:0        | Јадранска лига — Полуфинале            | 22:5                 | Евролига — Топ 24        | 4:6                | 50:22     |
| 2013/14. | Вицепрвак        | 14:6             | Победник     | 3:0        | Јадранска лига — Полуфинале            | 22:5                 | Еврокуп — Полуфинале     | 7:5                | 50:22     |
| 2014/15. | Првак            | 18:1             | Победник     | 3:0        | Јадранска лига — Првак                 | 30:4                 | Евролига — Топ 16        | 10:14              | 61:19     |
| 2015/16. | Првак            | 11:1             | Полуфинале   | 1:1        | Јадранска лига — Првак                 | 25:6                 | Евролига — Четвртфинале  | 12:15              | 49:23     |
| 2016/17. | Првак            | 18:1             | Победник     | 3:0        | Јадранска лига — Првак                 | 30:2                 | Евролига — 9. место      | 16:14              | 67:17     |
| 2017/18. | Првак            | 15:2             | Финалиста    | 2:1        | Јадранска лига — Вицепрвак             | 22:7                 | Евролига — 14. место     | 11:19              | 50:29     |
| 2018/19. | Првак            | 15:1             | Финалиста    | 2:1        | Јадранска лига — Победник              | 26:4                 | Еврокуп — Топ 16         | 8:8                | 54:14     |
| 2018/19. | Првак            | 15:1             | Финалиста    | 2:1        | Суперкуп Јадранске лиге — Победник     | 3:0                  | Еврокуп — Топ 16         | 8:8                | 54:14     |
| 2019/20. | није играно      | —                | Финалиста    | 2:1        | Јадранска лига (прекинуто)             | 14:7                 | Евролига (прекинуто)     | 11:17              | 27:26     |
| 2019/20. | није играно      | —                | Финалиста    | 2:1        | Суперкуп Јадранске лиге — Четвртфинале | 0:1                  | Евролига (прекинуто)     | 11:17              | 27:26     |
| 2020/21. | Победник         | 6:1              | Победник     | 3:0        | Јадранска лига — Победник              | 28:6                 | Евролига — 17. место     | 10:24              | 47:31     |
| 2021/22. | Победник         | 4:1              | Победник     | 3:0        | Јадранска лига — Победник              | 29:5                 | Евролига — 11. место     | 14:19              | 50:25     |
| 2022/23. | Победник         | 2:0              | Победник     | 3:0        | Јадранска лига — Вицепрвак             | 29:6                 | Евролига — 10. место     | 17:17              | 51:23     |
| 2023/24. | Победник         | 4:0              | Победник     | 3:0        | Јадранска лига — Победник              | 29:4                 | Евролига — 16. место     | 11:23              | 47:27     |

### Успеси кроз историју
На следећем дијаграму је приказана успешност клуба кроз историју у свим такмичењима:

### Појединачни успеси
| \| Кошаркашка Кућа славних - Борислав Станковић - Александар Николић - Дражен Далипагић - Владе Дивац Кућа славних ФИБА - Небојша Поповић - Радомир Шапер - Борислав Станковић - Александар Николић - Ранко Жеравица - Светислав Пешић - Дражен Далипагић - Владе Дивац - Зоран Славнић - Предраг Стојаковић 50 особа које су највише допринеле Евролиги - Александар Николић - Дражен Далипагић - Владе Дивац \| Најбољи стрелац финала Купа победника купова - Драган Капичић (1974) - Зоран Славнић (1975) Идеални тим Евролиге - Бобан Марјановић (2015) - Квинси Милер (2016) МВП месеца Евролиге - Огњен Кузмић (јануар 2017) - Лука Вилдоза (децембар 2022) МВП кола Евролиге - Демаркус Нелсон (2014 — 1) - Бобан Марјановић (2014 — 1, 2015 — 3) - Мајк Цирбес (2016 — 1) - Џејмс Фелдин (2018 — 1) - Џордан Лојд (2021 — 1) - Филип Петрушев (2023 — 1) - Милош Теодосић (2024 — 1) - Филип Петрушев (2025 — 1) МВП регуларног дела УЛЕБ купа - Милан Гуровић (2007) МВП кола УЛЕБ купа - Милан Гуровић (2007 — 3) - Мајк Тејлор (2010 — 1) Најбољи стрелац УЛЕБ купа - Милан Гуровић (2007) Идеални тим Еврокупа - Демаркус Нелсон (2014) \| МВП Јадранске лиге - Милан Гуровић (2007) - Тадија Драгићевић (2008) - Никола Калинић (2022) МВП финала Јадранске лиге - Рашко Катић (2013) - Бобан Марјановић (2015) - Стефан Јовић (2016) - Чарлс Џенкинс (2017) - Били Барон (2019) - Ландри Ноко (2021) - Огњен Добрић (2022) - Јаго дос Сантос (2024) Најбољи стрелац Јадранске лиге - Игор Ракочевић (2004) - Милан Гуровић (2007) - Тадија Драгићевић (2008) Најбољи тренер Јадранске лиге - Дејан Радоњић (2014, 2015) Најбољи одбрамбени играч Јадранске лиге - Бранко Лазић (2021, 2022, 2024) Најбољи млади играч Јадранске лиге - Никола Топић (2024) МВП месеца Јадранске лиге - Бобан Марјановић (новембар 2014) - Мајк Цирбес (фебруар 2016) - Милко Бјелица (новембар 2017) - Лука Вилдоза (октобар 2022) - Факундо Кампазо (јануар 2023) - Немања Недовић (фебруар 2023) Идеални тим Јадранске лиге - Демаркус Нелсон (2014) - Бобан Марјановић (2014, 2015) - Мајк Цирбес (2016) - Стефан Јовић (2017) - Чарлс Џенкинс (2017) - Марко Симоновић (2017) - Тејлор Рочести (2018) - Џо Регланд (2019) - Стратос Перпероглу (2019) - Џордан Лојд (2021) - Никола Калинић (2022) - Факундо Кампазо (2023) - Никола Топић (2024) - Милош Теодосић (2024) - Филип Петрушев (2025) МВП Суперкупа Јадранске лиге - Мохамед Фаје (2018) \| МВП Кошаркашке лиге Србије - Бобан Марјановић (2014, 2015) МВП финала Кошаркашке лиге Србије - Милан Гуровић (2007) - Омар Томас (2012) - Мајк Цирбес (2016) - Огњен Добрић (2017, 2021) - Ален Омић (2018) - Никола Ивановић (2022) - Лука Митровић (2023) - Дејан Давидовац (2024) МВП Купа Радивоја Кораћа - Горан Јеретин (2004, 2006) - Демаркус Нелсон (2013) - Лука Митровић (2015) - Марко Гудурић (2017) - Марко Јагодић Куриџа (2021) - Нејт Волтерс (2022) - Огњен Добрић (2023) - Милош Теодосић (2024) - Филип Петрушев (2025) Најбољи стрелац Купа Радивоја Кораћа - Миле Илић (2012) - Мајкл Скот (2013) - Рашко Катић (2014) - Лука Митровић (2015) - Марко Симоновић (2017) - Огњен Добрић (2023) \| | | | |
| Кошаркашка Кућа славних - Борислав Станковић - Александар Николић - Дражен Далипагић - Владе Дивац Кућа славних ФИБА - Небојша Поповић - Радомир Шапер - Борислав Станковић - Александар Николић - Ранко Жеравица - Светислав Пешић - Дражен Далипагић - Владе Дивац - Зоран Славнић - Предраг Стојаковић 50 особа које су највише допринеле Евролиги - Александар Николић - Дражен Далипагић - Владе Дивац | Најбољи стрелац финала Купа победника купова - Драган Капичић (1974) - Зоран Славнић (1975) Идеални тим Евролиге - Бобан Марјановић (2015) - Квинси Милер (2016) МВП месеца Евролиге - Огњен Кузмић (јануар 2017) - Лука Вилдоза (децембар 2022) МВП кола Евролиге - Демаркус Нелсон (2014 — 1) - Бобан Марјановић (2014 — 1, 2015 — 3) - Мајк Цирбес (2016 — 1) - Џејмс Фелдин (2018 — 1) - Џордан Лојд (2021 — 1) - Филип Петрушев (2023 — 1) - Милош Теодосић (2024 — 1) - Филип Петрушев (2025 — 1) МВП регуларног дела УЛЕБ купа - Милан Гуровић (2007) МВП кола УЛЕБ купа - Милан Гуровић (2007 — 3) - Мајк Тејлор (2010 — 1) Најбољи стрелац УЛЕБ купа - Милан Гуровић (2007) Идеални тим Еврокупа - Демаркус Нелсон (2014) | МВП Јадранске лиге - Милан Гуровић (2007) - Тадија Драгићевић (2008) - Никола Калинић (2022) МВП финала Јадранске лиге - Рашко Катић (2013) - Бобан Марјановић (2015) - Стефан Јовић (2016) - Чарлс Џенкинс (2017) - Били Барон (2019) - Ландри Ноко (2021) - Огњен Добрић (2022) - Јаго дос Сантос (2024) Најбољи стрелац Јадранске лиге - Игор Ракочевић (2004) - Милан Гуровић (2007) - Тадија Драгићевић (2008) Најбољи тренер Јадранске лиге - Дејан Радоњић (2014, 2015) Најбољи одбрамбени играч Јадранске лиге - Бранко Лазић (2021, 2022, 2024) Најбољи млади играч Јадранске лиге - Никола Топић (2024) МВП месеца Јадранске лиге - Бобан Марјановић (новембар 2014) - Мајк Цирбес (фебруар 2016) - Милко Бјелица (новембар 2017) - Лука Вилдоза (октобар 2022) - Факундо Кампазо (јануар 2023) - Немања Недовић (фебруар 2023) Идеални тим Јадранске лиге - Демаркус Нелсон (2014) - Бобан Марјановић (2014, 2015) - Мајк Цирбес (2016) - Стефан Јовић (2017) - Чарлс Џенкинс (2017) - Марко Симоновић (2017) - Тејлор Рочести (2018) - Џо Регланд (2019) - Стратос Перпероглу (2019) - Џордан Лојд (2021) - Никола Калинић (2022) - Факундо Кампазо (2023) - Никола Топић (2024) - Милош Теодосић (2024) - Филип Петрушев (2025) МВП Суперкупа Јадранске лиге - Мохамед Фаје (2018) | МВП Кошаркашке лиге Србије - Бобан Марјановић (2014, 2015) МВП финала Кошаркашке лиге Србије - Милан Гуровић (2007) - Омар Томас (2012) - Мајк Цирбес (2016) - Огњен Добрић (2017, 2021) - Ален Омић (2018) - Никола Ивановић (2022) - Лука Митровић (2023) - Дејан Давидовац (2024) МВП Купа Радивоја Кораћа - Горан Јеретин (2004, 2006) - Демаркус Нелсон (2013) - Лука Митровић (2015) - Марко Гудурић (2017) - Марко Јагодић Куриџа (2021) - Нејт Волтерс (2022) - Огњен Добрић (2023) - Милош Теодосић (2024) - Филип Петрушев (2025) Најбољи стрелац Купа Радивоја Кораћа - Миле Илић (2012) - Мајкл Скот (2013) - Рашко Катић (2014) - Лука Митровић (2015) - Марко Симоновић (2017) - Огњен Добрић (2023) |

## Играчи

### План позиција
| Поз. | Прва петорка          | Прве замене       | Друге замене  | Резерве         |
| ---- | --------------------- | ----------------- | ------------- | --------------- |
| Ц    | Џоел Боломбој         | Филип Петрушев    | Лука Митровић |                 |
| КЦ   | Мајк Даум             | Џон Браун III     |               | Дејан Давидовац |
| К    | Никола Калинић        | Рокас Гиједраитис | Огњен Добрић  |                 |
| Б    | Немања Недовић        | Ајзеја Кенан      |               | Бранко Лазић    |
| П    | Коди Милер Макинтајер | Јаго дос Сантос   |               | Милош Теодосић  |

### Промене у саставу у текућој сезони
| - Урош Плавшић ( Мега) - Ајзеја Кенан ( Олимпијакос) - Никола Калинић ( Барселона) - Мајк Даум ( Анадолу Ефес) - Коди Милер Макинтајер ( Басконија) - Огњен Добрић ( Виртус Болоња) - Филип Петрушев ( Олимпијакос) - Џон Браун III ( Монако) | - Никола Топић ( Оклахома Сити тандер) - Адам Ханга ( Хувентуд) - Мајк Тоби ( Гран Канарија) - Фреди Гилеспи ( Нови Зеланд брејкерси) - Треј Томпкинс ( Коруња) - Стефан Лазаревић ( ФМП) - Џавонте Смарт ( Лејкланд меџик) - Далибор Илић ( Спартак Суботица) - Урош Плавшић ( Бешикташ) |

### Играчки рекорди
| Највише одиграних утакмица (Име и број утакмица) |     |  |  |  |
| Бранко Лазић                                     | 809 |  |  |  |
| Огњен Добрић                                     | 435 |  |  |  |
| Слободан Николић                                 | 429 |  |  |  |
| Предраг Богосављев                               | 423 |  |  |  |
| Лука Митровић                                    | 398 |  |  |  |
| Марко Симоновић                                  | 388 |  |  |  |
| Драгиша Вучинић                                  | 354 |  |  |  |
| Вук Радивојевић                                  | 354 |  |  |  |
| Драган Капичић                                   | 339 |  |  |  |
| Слободан Јанковић                                | 329 |  |  |  |
| Игор Ракочевић                                   | 324 |  |  |  |
| Зоран Славнић                                    | 304 |  |  |  |
| Небојша Илић                                     | 304 |  |  |  |
| Огњен Кузмић                                     | 302 |  |  |  |
| Дејан Давидовац                                  | 301 |  |  |  |
| Милко Бјелица                                    | 300 |  |  |  |
| Стеван Караџић                                   | 299 |  |  |  |
| Александар Трифуновић                            | 292 |  |  |  |
| Владимир Цветковић                               | 289 |  |  |  |
| Чарлс Џенкинс                                    | 278 |  |  |  |
| Горан Ракочевић                                  | 271 |  |  |  |
| Иван Сарјановић                                  | 270 |  |  |  |
| Зоран Радовић                                    | 270 |  |  |  |
| Зуфер Авдија                                     | 265 |  |  |  |
| Љубодраг Симоновић                               | 263 |  |  |  |
|                                                  |     |  |  |  |

| Највише постигнутих поена (Име и број поена) |      |  |  |  |
| Драган Капичић                               | 6197 |  |  |  |
| Владимир Цветковић                           | 5983 |  |  |  |
| Слободан Николић                             | 5469 |  |  |  |
| Небојша Илић                                 | 4779 |  |  |  |
| Драгиша Вучинић                              | 4685 |  |  |  |
| Љубодраг Симоновић                           | 4461 |  |  |  |
| Предраг Богосављев                           | 4418 |  |  |  |
| Зоран Славнић                                | 4067 |  |  |  |
| Игор Ракочевић                               | 4007 |  |  |  |
| Зуфер Авдија                                 | 3897 |  |  |  |
| Зоран Радовић                                | 3804 |  |  |  |
| Огњен Добрић                                 | 3669 |  |  |  |
| Слободан Јанковић                            | 3517 |  |  |  |
| Стеван Караџић                               | 3511 |  |  |  |
| Бранко Лазић                                 | 3351 |  |  |  |
| Лука Митровић                                | 2893 |  |  |  |
| Радивоје Живковић                            | 2880 |  |  |  |
| Жарко Копривица                              | 2718 |  |  |  |
| Марко Симоновић                              | 2718 |  |  |  |
| Тадија Драгићевић                            | 2581 |  |  |  |
| Чарлс Џенкинс                                | 2498 |  |  |  |
| Сретен Драгојловић                           | 2437 |  |  |  |
| Вук Радивојевић                              | 2390 |  |  |  |
| Александар Трифуновић                        | 2382 |  |  |  |
| Златко Болић                                 | 2353 |  |  |  |
|                                              |      |  |  |  |

| Највише освојених трофеја (Име и број трофеја) |    |  |  |  |
| Бранко Лазић                                   | 25 |  |  |  |
| Лука Митровић                                  | 17 |  |  |  |
| Огњен Добрић                                   | 15 |  |  |  |
| Марко Симоновић                                | 13 |  |  |  |
| Дејан Давидовац                                | 13 |  |  |  |
|                                                |    |  |  |  |

| Највише сезона (Име и број сезона) |    |  |  |  |
| Слободан Николић                   | 14 |  |  |  |
| Владимир Цветковић                 | 13 |  |  |  |
| Драгиша Вучинић                    | 13 |  |  |  |
| Бранко Лазић                       | 13 |  |  |  |
| Ладислав Демшар                    | 12 |  |  |  |
| Драган Капичић                     | 12 |  |  |  |
| Предраг Богосављев                 | 12 |  |  |  |
|                                    |    |  |  |  |

Ажурирано: 5. јун 2024.

### Рекорди и занимљивости
- Владимир Цветковић је 9 пута био најбољи стрелац Црвене звезде у сезони.
- Највећи просек датих поена у Црвеној звезди има Бранко Радовић — 30,9 током 18 утакмица.
- Небојша Илић је постигао рекордних 71 поена за Црвену звезду, против Војводине у сезони 1992/93.
- Највећи број поена на утакмици доигравања постигао је Милан Гуровић — 40, против Партизана у сезони 2006/07.
- Највећи број поена на утакмици националног купа постигао је Небојша Илић — 42, против Биг Енекса у сезони 1992/93.
- Највећи број поена на утакмици Јадранске лиге постигао је Милан Гуровић — 45, против ФМП-а у сезони 2006/07.
- Највећи број поена у дербију постигао је Љубодраг Симоновић — 59, у сезони 1975/76.
- Играч са највише одиграних утакмица у једној сезони је Чарлс Џенкинс. Наступио је на 83 утакмице у сезони 2016/17.
- Елмедин Кикановић током три сезоне проведене у Црвеној звезди није пропустио нити један меч.
- Владимир Цветковић је током 13 сезона у Црвеној звезди пропустио само 6 утакмица.

### Познати бивши играчи
- Александар Гец
- Срђан Калембер
- Милан Бјегојевић
- Борислав Ћурчић
- Ладислав Демшар
- Бранко Радовић
- Ратомир Вићентић
- Сретен Драгојловић
- Владимир Цветковић
- Љубодраг Симоновић
- Драган Капичић
- Зоран Славнић
- Драгиша Вучинић
- Горан Ракочевић
- Радивоје Живковић
- Жарко Копривица
- Бранко Ковачевић
- Рајко Жижић
- Слободан Николић
- Мирко Милићевић
- Бранислав Прелевић
- Предраг Богосављев
- Стеван Караџић
- Зуфер Авдија
- Слободан Јанковић
- Зоран Радовић
- Дражен Далипагић
- Небојша Илић
- Саша Обрадовић
- Зоран Јовановић
- Растко Цветковић
- Предраг Стојаковић
- Милета Лисица
- Дејан Томашевић
- Александар Трифуновић
- Владе Дивац
- Миленко Топић
- Оливер Поповић
- Игор Ракочевић
- Златко Болић
- Јово Станојевић
- Никола Јестратијевић
- Драган Луковски
- Владимир Радмановић
- Милош Вујанић
- Горан Јеретин
- Владислав Драгојловић
- Милко Бјелица
- Милан Гуровић
- Вук Радивојевић
- Петар Поповић
- Тадија Драгићевић
- Немања Бјелица
- Марко Кешељ
- Владимир Штимац
- Немања Недовић
- Марко Симоновић
- Рашко Катић
- Бобан Марјановић
- Никола Калинић
- Василије Мицић
- Лука Митровић
- Стефан Јовић
- Марко Гудурић
- Огњен Кузмић
- Немања Дангубић
- Дејан Давидовац
- Стефан Марковић
- Огњен Добрић
- Филип Петрушев
- Чарлс Смит
- Скуни Пен
- Обина Екезије
- Џерод Хендерсон
- Перо Антић
- Омар Кук
- Омар Томас
- Демаркус Нелсон
- Чарлс Џенкинс
- Јака Блажич
- Маркус Вилијамс
- Мајк Цирбес
- Квинси Милер
- Таренс Кинси
- Џејмс Фелдин
- Тејлор Рочести
- Џо Регланд
- Мохамед Фаје
- Стратос Перпероглу
- Кевин Пантер
- Лоренцо Браун
- Били Барон
- Џордан Лојд
- Кори Волден
- Ландри Ноко
- Остин Холинс
- Нејт Волтерс
- Лука Вилдоза
- Факундо Кампазо
- Адам Ханга

#### Играчи на НБА драфту
На НБА драфту су из редова Црвене звезде изабрана четири играча:
- Игор Ракочевић (2000. год, 51. пик, одабрали Минесота тимбервулвси)
- Тадија Драгићевић (2008. год, 53. пик, одабрали Јута џез)
- Немања Бјелица (2010. год, 35. пик, одабрали Вашингтон визардси)
- Лука Митровић (2015. год, 60. пик, одабрали Филаделфија севентисиксерси)[162]
- Никола Топић (2024. год, 12. пик, одабрали Оклахома Сити тандер)

У НБА су без драфта из Црвене звезде отишли следећи играчи:
- Растко Цветковић (1995. год, у Денвер нагетсе)
- Бобан Марјановић (2015. год, у Сан Антонио спарсе)

## Тренери
Током дуге историје велики број кошаркашких стручњака радио је у Црвеној звезди. Почетак клуба обележио је Небојша Поповић који је у неколико сезона био и играч и тренер, и са којим је Звезда забележила 10-годишњи низ титула. Након тога тренери су били Александар Гец, а затим и Милан Бјегојевић. Осамдесетих, најзначајније тренерско име на клупи Звезде био је Ранко Жеравица, док је у деведесетим највеће успехе клуб постигао са Владиславом Лучићем. Од 2000. године Звезда је врло често мењала тренере због неадекватних резултата.

### Најуспешнији тренери
Само шест тренера је остварило преко 100 победа са тимом Црвене звезде. Међу њима једино Ранко Жеравица није са Звездом освојио нити један значајан трофеј, док остали јесу. У наредној табели је успешност тих тренера:
| Успешност тренера са преко 100 победа (Име, број победа, пораза и проценат) |     |      |       |  |
| Дејан Радоњић                                                               | 322 | 131  | 71,1% |  |
| Ранко Жеравица                                                              | 170 | 105  | 61,8% |  |
| Небојша Поповић                                                             | 155 | 29+8 | 80,7% |  |
| Милан Бјегојевић                                                            | 142 | 100  | 58,7% |  |
| Владислав Лучић                                                             | 108 | 44   | 71,1% |  |
| Братислав Ђорђевић                                                          | 104 | 63   | 62,3% |  |
|                                                                             |     |      |       |  |

Ажурирано: 19. јун 2022.

### Остали познати тренери
| - Александар Николић - Божидар Маљковић (1981–86, помоћни тренер) - Владе Ђуровић - Зоран Славнић - Змаго Сагадин | - Александар Трифуновић - Драган Шакота - Светислав Пешић - Милан Томић - Јанис Сферопулос |

## Дресови (произвођачи)
| Период    | Произвођач |
| --------- | ---------- |
| 1979–1982 | Спорт      |
| 1982–1985 | Спидо      |
| 1986–1990 | Спорт      |
| 1990–1992 | Дриблинг   |
| 1992–1993 | Рибок      |
| 1993–1995 | Асикс      |
| 1995–2000 | Најки      |
| 2000–2003 | Ранг       |
| 2003–2010 | АНД1       |
| 2010–2011 | Анта       |
| 2011–2013 | Адидас     |
| 2013–2017 | Чемпион    |
| 2017–2020 | Најки      |
| 2020–     | Адидас     |